# Oxybul éveil et jeux
Oxybul éveil et jeux, anciennement Fnac Éveil et jeux (entre 2004 et 2011), est une marque française de distribution spécialisée dans les jeux et jouets ludo-éducatifs. Éveil et jeux est née en 2004 de la fusion des deux filiales du « pôle jeunesse » de la Fnac : Éveil & jeux créés en 1989 par Margaret Milan et Fnac Junior créé en 1997. En septembre 2010, la FNAC cède l'entreprise à ID Group.
Oxybul est créé en 2000 par Xavier Charlet sur le centre commercial de fâches-thumesnil ; il revendra la société en 2008 au groupe Okaïdi.
La marque est exploitée par la société Okaïdi depuis juillet 2016.

## Historique
Éveil & Jeux : en 1989 Margaret Milan crée son premier catalogue, car elle ne trouvait pas en France les jeux qu'elle cherchait pour ses jeunes enfants. L'entreprise a démarré dans un garage, comme d'autres « start-up » en leur temps, avec une équipe de parents passionnés par l'éveil et le jeu. De ces débuts artisanaux, le catalogue est passé de 12 pages en noir et blanc et 1 000 clients pionniers en 1989 à 200 pages et plus d'un million de clients en 2010. Les parents ont plébiscité les choix de l'équipe, faisant d'Éveil & Jeux le premier de la vente de jeux et jouets en France alliant valeurs ludiques et pédagogiques[réf. nécessaire].
La Fnac lance en 1997 des magasins « Fnac Junior ». Le principe est de retrouver dans un même lieu jouets, jeux, livres, disques et films pour les enfants de 0 à 12 ans. La sélection des produits privilégie l'éveil, la découverte et l'originalité. Chaque livre est supposé avoir été lu par les libraires et évalué en fonction de la qualité de ses textes et illustrations. En moins de 10 ans, la Fnac junior est passé d'un magasin à Paris à quarante-et-un en France[réf. nécessaire].
Graine d'éveil : un catalogue puériculture est créé en 1995. Cette offre est destinée à l'éveil et au bien-être des tout-petits.
En 2000 Éveil & Jeux créent la fondation d'entreprise « fondation éveil et jeux » et soutient des projets liés à l'éveil des enfants issus de populations défavorisées de France.
En 2001 Éveil & Jeux entre sous le giron du pôle jeunesse de la Fnac.
En 2004 les sociétés « Fnac junior », « Éveil & Jeux », « Graine d'éveil » fusionnent et donnent naissance à « Fnac éveil & jeux ».
En 2009 « Fnac éveil & jeux » lance « Graine de curieux », un portail internet de contenu dédié aux bébés et aux enfants à destination des parents.
En juillet 2010, la Fnac appartenant au groupe PPR cède Fnac éveil & jeux à ID group. Ce dernier détient notamment les chaînes de magasin d'habillement pour les enfants Okaïdi-Obaïbi, Jacadi. En plus de vouloir s'internationaliser, il ambitionne de vendre directement ses produits textiles via le portail internet « éveil & jeux ».
En février 2011, le nouvel actionnaire renomme l'enseigne en « Oxybul éveil et jeux ».
Le 12 juillet 2016, la société Oxybul Eveil et Jeux est dissoute ; la marque, elle, perdure et passe dans le patrimoine d'IDKids. Elle fête ses 30 ans en 2019.

### Identité visuelle (logo)

Logo d’Éveil et Jeux avant 2004.
Logo de FNAC Junior en 1997.
Logo d'Éveil et Jeux de 2004 à février 2011.
Logo de Oxybul éveil et jeux.